# 多变瓦韦
多变瓦韦（学名：Lepisorus variabilis）为水龙骨科瓦韦属下的一个种。其种加词“variabilis”意为“变化的”。
现接受名为网眼瓦韦（Lepisorus clathratus (C.B.Clarke) Ching, 1933)。